# Lupinus triananus
Lupinus triananus är en ärtväxtart som beskrevs av Charles Piper Smith. Lupinus triananus ingår i släktet lupiner, och familjen ärtväxter. Inga underarter finns listade i Catalogue of Life.